# أنطون مور
أنطون مور (بالنرويجية البوكمول: Anton Mohr)‏ هو مؤرخ وبروفيسور وصحفي نرويجي، ولد في 8 فبراير 1890 في Fana (municipality) ‏ في النرويج، وتوفي في 14 سبتمبر 1968.